# Glitter and Doom Live
Glitter and Doom Live — третій концертйний альбом автора-виконавця Тома Вейтса, виданий 2009 року. Альбом був записаний 2008 року під час Glitter and Doom Tour по США та Європі. На офіційному сайті Тома альбом був охарактеризований так: «Перший диск призначений для прослуховування на один вечір, навіть незважаючи на те, що на ньому 17 треків, вибрані з 10 міст, з Парижа та Бірмінгема, Талсі та Мілана, Атланти та Дубліна. Звучання альбому чудово, він красиво записаний та ретельно освоєний. Другий диск являє собою бонус та називається TOM TALES (Казки Тома), це комічні броміди, дивні роздуми, незвичайні факти, якими Том традиційно ділиться з аудиторією під час налаштування фортепіано. Очікувані теми варіюються від ритуалу комах до останнього подиху Генрі Форда».

## Список композицій
Основний диск:
| #   | Назва                                                                        | Записаний              | Тривалість |
| --- | ---------------------------------------------------------------------------- | ---------------------- | ---------- |
| 1.  | «Lucinda/Ain't Goin' Down» (з альбому Orphans: Brawlers, Bawlers & Bastards) | в Бірмінгемі 3 липня   | 5:37       |
| 2.  | «Singapore» (з альбому Rain Dogs)                                            | в Единбурзі 28 липня   | 5:00       |
| 3.  | «Get Behind the Mule» (з альбому Mule Variations)                            | в Талсі 25 червня      | 6:26       |
| 4.  | «Fannin Street» (з альбому Orphans: Brawlers, Bawlers & Bastards)            | в Ноксвіллі 29 червня  | 4:16       |
| 5.  | «Dirt in the Ground» (з альбому Bone Machine)                                | в Мілані 19 липня      | 5:18       |
| 6.  | «Such a Scream» (з альбому Bone Machine)                                     | в Мілані 18 липня      | 2:54       |
| 7.  | «Live Circus» (з альбому Real Gone)                                          | в Джексонвіллі 1 липня | 5:04       |
| 8.  | «Goin' Out West» (з альбому Bone Machine)                                    | в Талсі 25 червня      | 3:48       |
| 9.  | «Falling Down» (з альбому Big Time)                                          | у Парижі 25 липня      | 4:21       |
| 10. | «The Part You Throw Away» (з альбому Blood Money)                            | в Единбурзі 28 липня   | 5:06       |
| 11. | «Trampled Rose» (з альбому Real Gone)                                        | у Дубліні 1 серпня     | 5:06       |
| 12. | «Metropolitan Glide» (з альбому Real Gone)                                   | в Ноксвіллі 29 червня  | 3:09       |
| 13. | «I'll Shoot the Moon» (з альбому The Black Rider)                            | у Парижі 24 липня      | 4:25       |
| 14. | «Green Grass» (з альбому Real Gone)                                          | в Единбурзі 27 липня   | 3:20       |
| 15. | «Make It Rain» (з альбому Real Gone)                                         | в Атланті 5 липня      | 3:58       |
| 16. | «Story» (перше видання)                                                      | в Колумбусі 28 червня  | 2:02       |
| 17. | «Lucky Day» (з альбому The Black Rider)                                      | в Атланті 5 липня      | 3:47       |

Бонус диск:
| #  | Назва | Тривалість |
| -- | --- | ---------- |
| 1. | «Tom Tales» (включає пісню «Picture in a Frame» з альбому Mule Variations, записану в Единбурзі 27 липня) | 35:53      |

## Учасники запису
- Том Вейтс — вокал, гітара
- Сіт Форд-Янг — бас-гітара
- Вінсент Генрі — дерев'яні духові музичні інструменти, губна гармоніка
- Омар Торрес — гітара, банджо
- Патрік Воррен — клавішні музичні інструменти
- Кейсі Вейтс — перкусія
- Салліван Вейтс — кларнет